# Mansle
Mansle ist eine ehemalige französische Gemeinde mit 1.660 Einwohnern (Stand: 1. Januar 2022) im Département Charente in der Region Nouvelle-Aquitaine. Sie gehörte zum Arrondissement Confolens, zum Kanton Boixe-et-Manslois und zum Gemeindeverband Cœur de Charente. Die Einwohner werden Manslois und Mansloisesgenannt.
Der Erlass vom 15. Dezember 2022 legte mit Wirkung zum 1. Januar 2023 die Eingliederung von Mansle als Commune déléguée zusammen mit der früheren Gemeinde Fontclaireau zur neuen Commune nouvelle Mansle-les-Fontaines fest.

## Geographie
Mansle liegt etwa 25 Kilometer nördlich von Angoulême an der Charente.
Umgeben wird Mansle von den Nachbargemeinden und der Commune déléguée:
|             | Fontenille                                  | Fontclaireau (Commune déléguée) |
| Saint-Groux | Kompassrose, die auf Nachbargemeinden zeigt | Puyréaux                        |
| Cellettes   | Maine-de-Boixe                              |                                 |

Der Ort erhielt die Auszeichnung „Zwei Blumen“, die vom Conseil national des villes et villages fleuris (CNVVF) im Rahmen des jährlichen Wettbewerbs der blumengeschmückten Städte und Ortschaften verliehen wird.

## Bevölkerungsentwicklung
| Mansle: Einwohnerzahlen von 1793 bis 2016                                                                                  | Mansle: Einwohnerzahlen von 1793 bis 2016 | Mansle: Einwohnerzahlen von 1793 bis 2016 | Mansle: Einwohnerzahlen von 1793 bis 2016 | Mansle: Einwohnerzahlen von 1793 bis 2016 |
| --- | ----------------------------------------- | ----------------------------------------- | ----------------------------------------- | ----------------------------------------- |
| Jahr |                                           |                                           |                                           | Einwohner                                 |
| 1793 | 1793                                      |                                           | 1.250                                     | 1.250                                     |
| 1800 | 1800                                      |                                           | 1.231                                     | 1.231                                     |
| 1806 | 1806                                      |                                           | 1.254                                     | 1.254                                     |
| 1821 | 1821                                      |                                           | 1.626                                     | 1.626                                     |
| 1831 | 1831                                      |                                           | 1.785                                     | 1.785                                     |
| 1841 | 1841                                      |                                           | 1.857                                     | 1.857                                     |
| 1846 | 1846                                      |                                           | 1.968                                     | 1.968                                     |
| 1851 | 1851                                      |                                           | 1.919                                     | 1.919                                     |
| 1856 | 1856                                      |                                           | 1.860                                     | 1.860                                     |
| 1861 | 1861                                      |                                           | 1.899                                     | 1.899                                     |
| 1866 | 1866                                      |                                           | 1.900                                     | 1.900                                     |
| 1872 | 1872                                      |                                           | 1.830                                     | 1.830                                     |
| 1876 | 1876                                      |                                           | 1.823                                     | 1.823                                     |
| 1881 | 1881                                      |                                           | 1.825                                     | 1.825                                     |
| 1886 | 1886                                      |                                           | 1.721                                     | 1.721                                     |
| 1891 | 1891                                      |                                           | 1.611                                     | 1.611                                     |
| 1896 | 1896                                      |                                           | 1.537                                     | 1.537                                     |
| 1901 | 1901                                      |                                           | 1.585                                     | 1.585                                     |
| 1906 | 1906                                      |                                           | 1.609                                     | 1.609                                     |
| 1911 | 1911                                      |                                           | 1.587                                     | 1.587                                     |
| 1921 | 1921                                      |                                           | 1.463                                     | 1.463                                     |
| 1926 | 1926                                      |                                           | 1.409                                     | 1.409                                     |
| 1931 | 1931                                      |                                           | 1.424                                     | 1.424                                     |
| 1936 | 1936                                      |                                           | 1.327                                     | 1.327                                     |
| 1946 | 1946                                      |                                           | 1.287                                     | 1.287                                     |
| 1954 | 1954                                      |                                           | 1.271                                     | 1.271                                     |
| 1962 | 1962                                      |                                           | 1.324                                     | 1.324                                     |
| 1968 | 1968                                      |                                           | 1.413                                     | 1.413                                     |
| 1975 | 1975                                      |                                           | 1.595                                     | 1.595                                     |
| 1982 | 1982                                      |                                           | 1.486                                     | 1.486                                     |
| 1990 | 1990                                      |                                           | 1.601                                     | 1.601                                     |
| 1999 | 1999                                      |                                           | 1.597                                     | 1.597                                     |
| 2006 | 2006                                      |                                           | 1.527                                     | 1.527                                     |
| 2011 | 2011                                      |                                           | 1.588                                     | 1.588                                     |
| 2016 | 2016                                      |                                           | 1.658                                     | 1.658                                     |
| Quelle(n): EHESS/Cassini bis 1999, INSEE ab 2006 Anmerkung(en): Ab 1962 offizielle Zahlen ohne Einwohner mit Zweitwohnsitz |                                           |                                           |                                           |                                           |

## Sehenswürdigkeiten
- Kirche Saint-Léger aus dem 12. Jahrhundert mit Umbauten aus dem 15. und 16. Jahrhundert
- Schloss Goué
- Brücke über den Charente
- Waschhaus
- Hippodrom

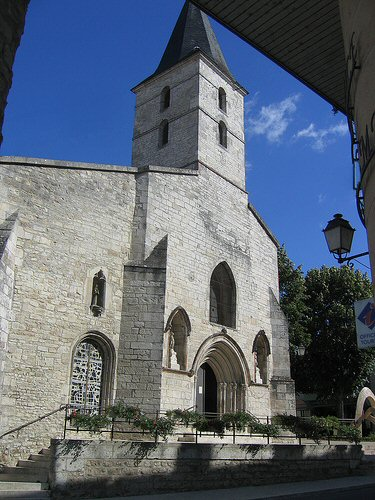
Kirche Saint-Léger
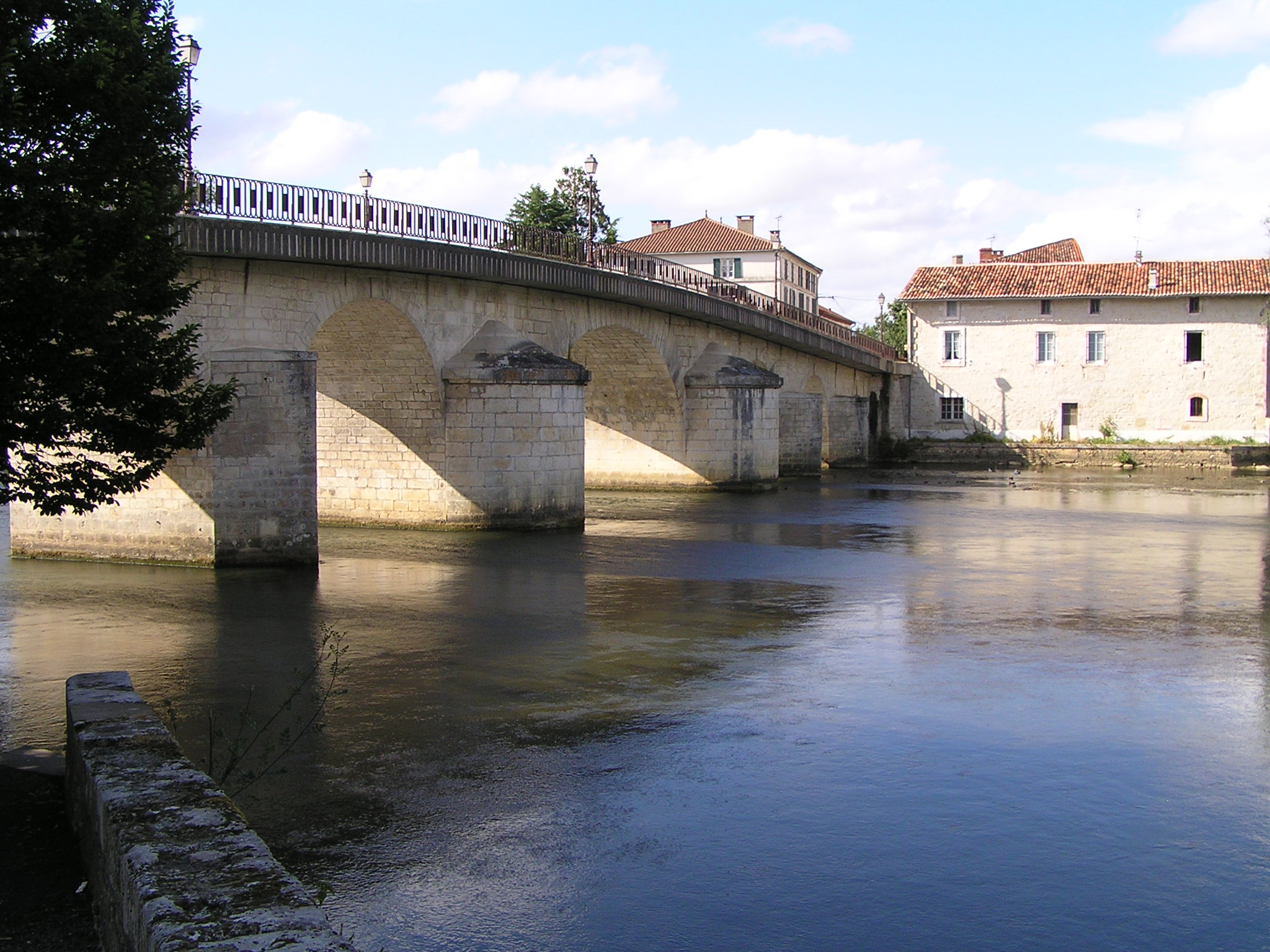
Brücke über die Charente

## Gemeindepartnerschaft
Mit der deutschen Gemeinde Korb in Baden-Württemberg besteht seit 1989 eine Partnerschaft.